# Dalbergia
Dalbergia är ett släkte av ärtväxter. Dalbergia ingår i familjen ärtväxter.

## Bildgalleri

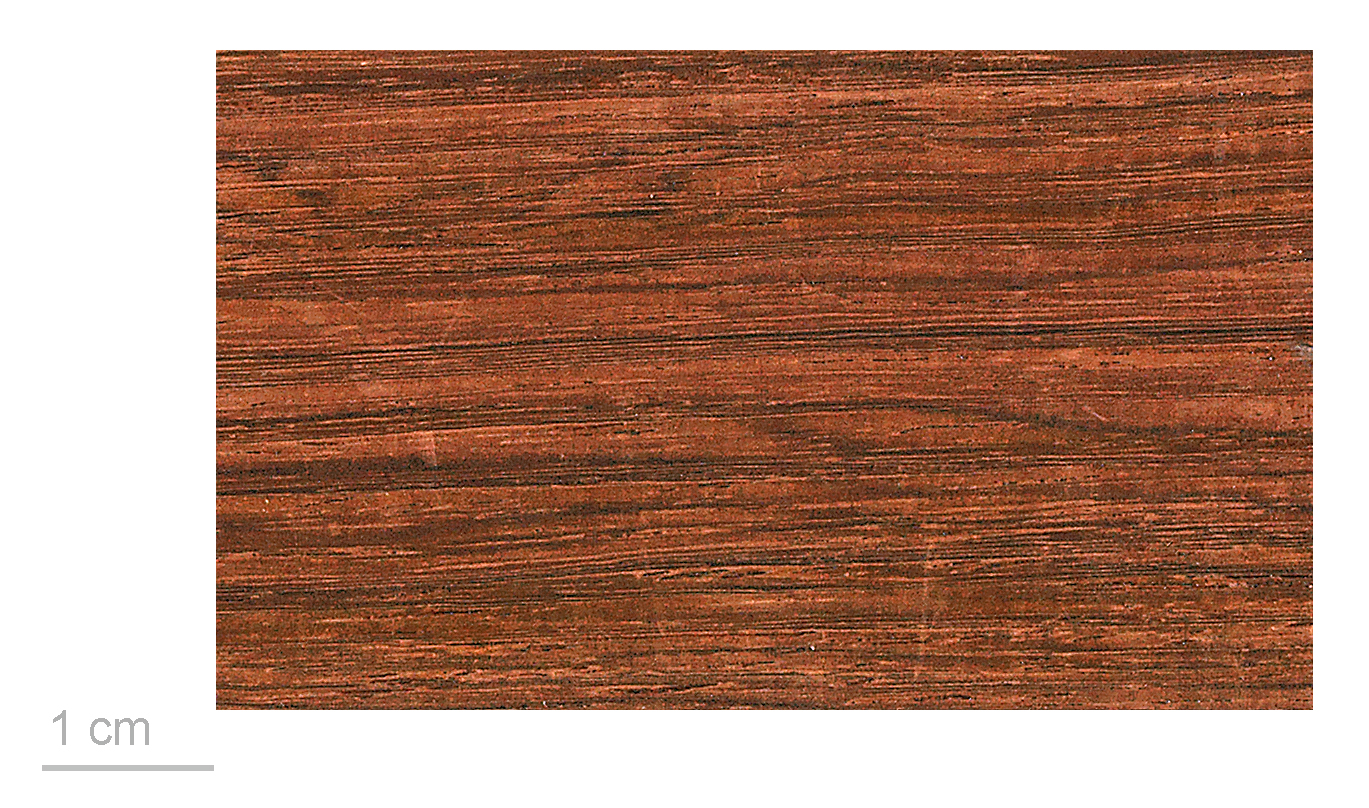
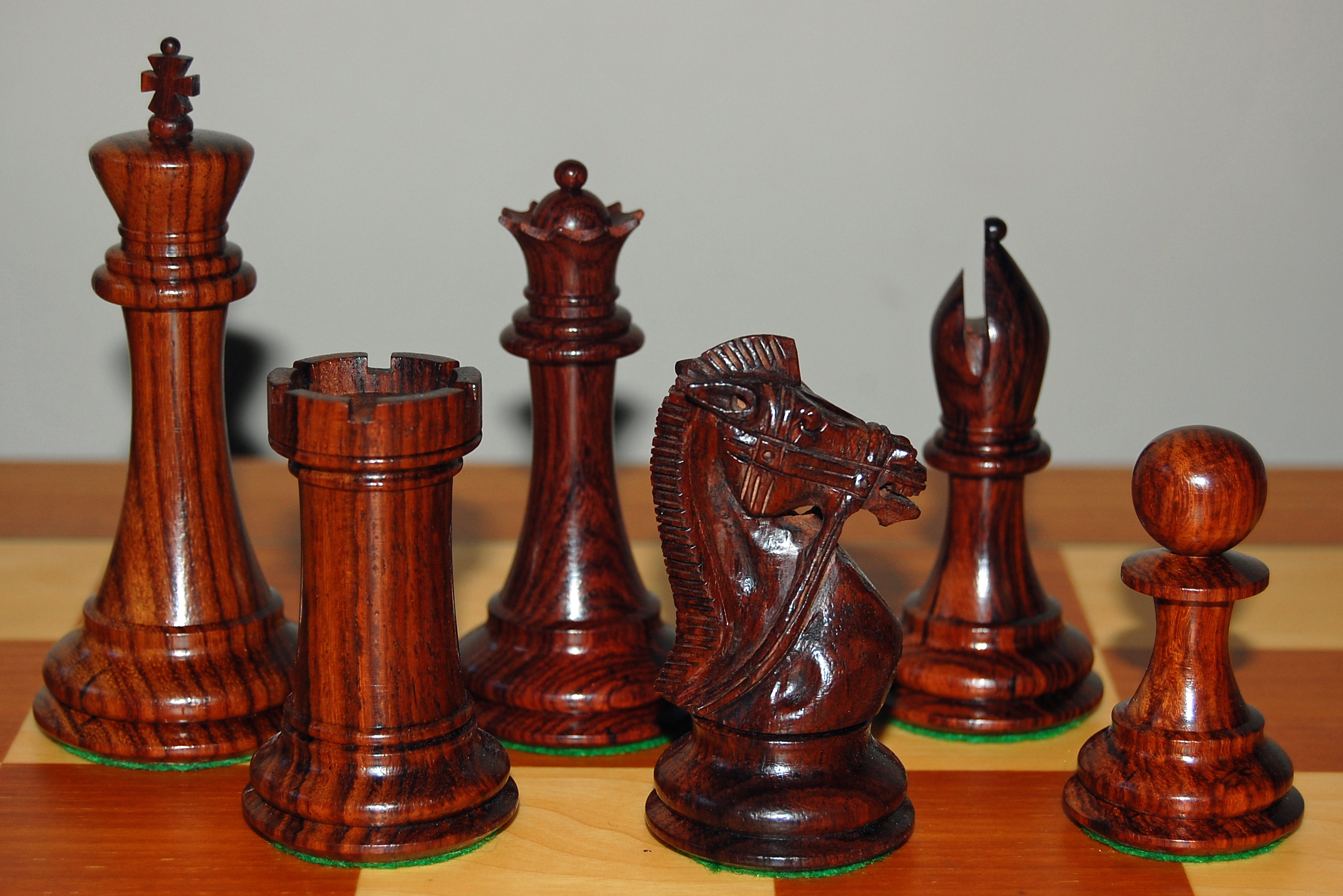
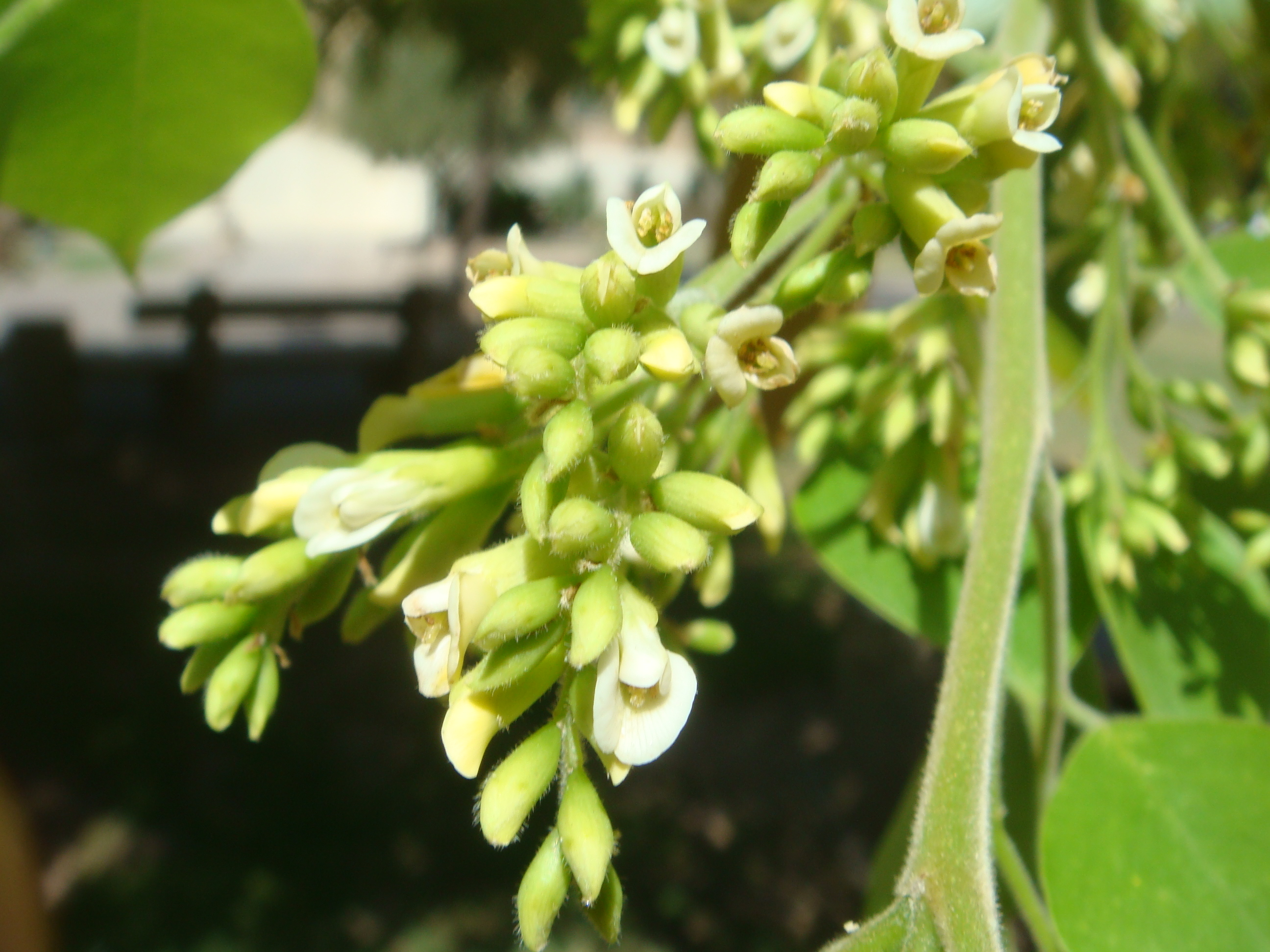
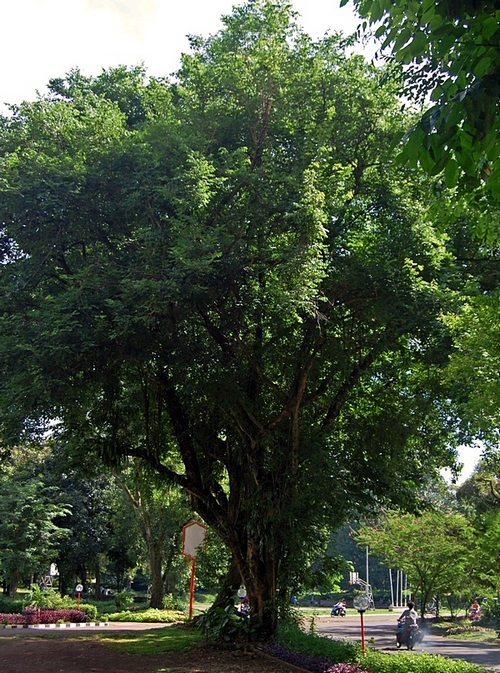
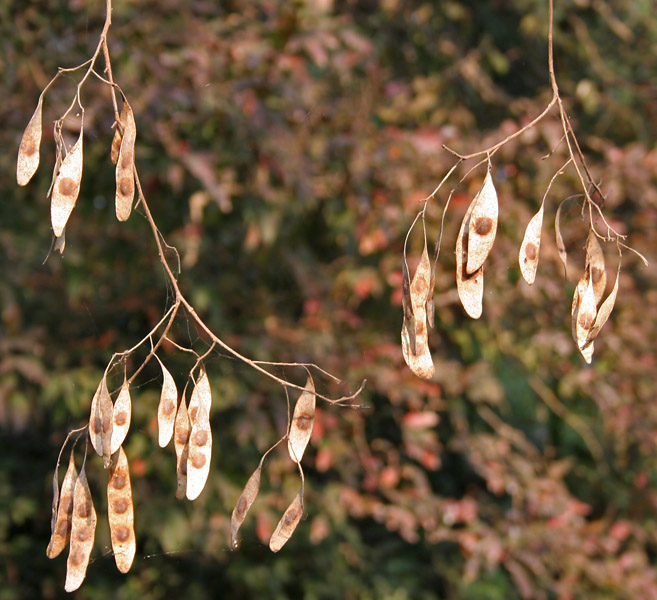
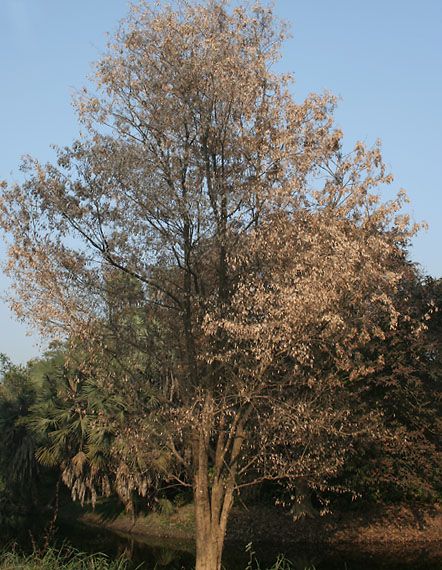

## Dottertaxa tillDalbergia, i alfabetisk ordning[1]
- Dalbergia abbreviata
- Dalbergia abrahamii
- Dalbergia acariiantha
- Dalbergia acuta
- Dalbergia acutifoliolata
- Dalbergia adami
- Dalbergia afzeliana
- Dalbergia ajudana
- Dalbergia albertisii
- Dalbergia albiflora
- Dalbergia altissima
- Dalbergia amazonica
- Dalbergia andapensis
- Dalbergia arbutifolia
- Dalbergia armata
- Dalbergia assamica
- Dalbergia aurea
- Dalbergia bakeri
- Dalbergia balansae
- Dalbergia bariensis
- Dalbergia baronii
- Dalbergia bathiei
- Dalbergia beccarii
- Dalbergia beddomei
- Dalbergia benthamii
- Dalbergia bignonae
- Dalbergia bintuluensis
- Dalbergia boehmii
- Dalbergia bojeri
- Dalbergia boniana
- Dalbergia borneensis
- Dalbergia brachystachya
- Dalbergia bracteolata
- Dalbergia brasiliensis
- Dalbergia brownei
- Dalbergia burmanica
- Dalbergia calderonii
- Dalbergia calycina
- Dalbergia cambodiana
- Dalbergia campenonii
- Dalbergia cana
- Dalbergia candenatensis
- Dalbergia canescens
- Dalbergia capuronii
- Dalbergia carringtoniana
- Dalbergia catingicola
- Dalbergia caudata
- Dalbergia cearensis
- Dalbergia chapelieri
- Dalbergia chlorocarpa
- Dalbergia chontalensis
- Dalbergia clarkei
- Dalbergia cochinchinenis
- Dalbergia cochinchinensis
- Dalbergia commiphoroides
- Dalbergia confertiflora
- Dalbergia congensis
- Dalbergia congesta
- Dalbergia congestiflora
- Dalbergia coromandeliana
- Dalbergia crispa
- Dalbergia cubilquitzensis
- Dalbergia cucullata
- Dalbergia cuiabensis
- Dalbergia cultrata
- Dalbergia cumingiana
- Dalbergia curtisii
- Dalbergia cuscatlanica
- Dalbergia dalzielii
- Dalbergia darienensis
- Dalbergia davidii
- Dalbergia debilis
- Dalbergia decipularis
- Dalbergia delphinensis
- Dalbergia densa
- Dalbergia densiflora
- Dalbergia discolor
- Dalbergia dongnaiensis
- Dalbergia duarensis
- Dalbergia duperreana
- Dalbergia dyeriana
- Dalbergia ealaensis
- Dalbergia ecastaphyllum
- Dalbergia elegans
- Dalbergia emirnensis
- Dalbergia enneaphylla
- Dalbergia entadoides
- Dalbergia eremicola
- Dalbergia ernest-ulei
- Dalbergia errans
- Dalbergia erubescens
- Dalbergia falcata
- Dalbergia fischeri
- Dalbergia floribunda
- Dalbergia florifera
- Dalbergia foliolosa
- Dalbergia foliosa
- Dalbergia forbesii
- Dalbergia fouilloyana
- Dalbergia frutescens
- Dalbergia funera
- Dalbergia fusca
- Dalbergia gardneriana
- Dalbergia gentilii
- Dalbergia gilbertii
- Dalbergia glaberrima
- Dalbergia glabra
- Dalbergia glandulosa
- Dalbergia glaucescens
- Dalbergia glaucocarpa
- Dalbergia glaziovii
- Dalbergia glomerata
- Dalbergia godefroyi
- Dalbergia gossweileri
- Dalbergia gracilis
- Dalbergia granadillo
- Dalbergia grandibracteata
- Dalbergia grandistipula
- Dalbergia greveana
- Dalbergia guttembergii
- Dalbergia hainanensis
- Dalbergia hancei
- Dalbergia havilandii
- Dalbergia henryana
- Dalbergia heudelotii
- Dalbergia hiemalis
- Dalbergia hildebrandtii
- Dalbergia hirticalyx
- Dalbergia horrida
- Dalbergia hortensis
- Dalbergia hoseana
- Dalbergia hostilis
- Dalbergia hullettii
- Dalbergia humbertii
- Dalbergia hupeana
- Dalbergia hygrophila
- Dalbergia intermedia
- Dalbergia intibucana
- Dalbergia inundata
- Dalbergia iquitosensis
- Dalbergia jaherii
- Dalbergia jingxiensis
- Dalbergia junghuhnii
- Dalbergia kerrii
- Dalbergia kingiana
- Dalbergia kisantuensis
- Dalbergia kostermansii
- Dalbergia kunstleri
- Dalbergia kurzii
- Dalbergia lacei
- Dalbergia lactea
- Dalbergia lakhonensis
- Dalbergia lanceolaria
- Dalbergia lastoursvillensis
- Dalbergia lateriflora
- Dalbergia latifolia
- Dalbergia laxiflora
- Dalbergia lemurica
- Dalbergia librevillensis
- Dalbergia louisii
- Dalbergia louvelii
- Dalbergia macrosperma
- Dalbergia madagascariensis
- Dalbergia malabarica
- Dalbergia malangensis
- Dalbergia mammosa
- Dalbergia marcaniana
- Dalbergia maritima
- Dalbergia martinii
- Dalbergia mayumbensis
- Dalbergia melanocardium
- Dalbergia melanoxylon
- Dalbergia menoeides
- Dalbergia mexicana
- Dalbergia microphylla
- Dalbergia millettii
- Dalbergia mimosella
- Dalbergia mimosoides
- Dalbergia miscolobium
- Dalbergia mollis
- Dalbergia monetaria
- Dalbergia monophylla
- Dalbergia monticola
- Dalbergia multijuga
- Dalbergia negrensis
- Dalbergia neoperrieri
- Dalbergia ngounyensis
- Dalbergia nigra
- Dalbergia nitida
- Dalbergia nitidula
- Dalbergia noldeae
- Dalbergia normandii
- Dalbergia oblongifolia
- Dalbergia obovata
- Dalbergia obtusifolia
- Dalbergia odorifera
- Dalbergia oligophylla
- Dalbergia oliveri
- Dalbergia orientalis
- Dalbergia ovata
- Dalbergia pachycarpa
- Dalbergia palo-escrito
- Dalbergia parviflora
- Dalbergia paucifoliolata
- Dalbergia peguensis
- Dalbergia peishaensis
- Dalbergia peltieri
- Dalbergia pervillei
- Dalbergia pierreana
- Dalbergia pinnata
- Dalbergia pluriflora
- Dalbergia polyadelpha
- Dalbergia polyphylla
- Dalbergia prainii
- Dalbergia pseudobaronii
- Dalbergia pseudo-ovata
- Dalbergia pseudo-sissoo
- Dalbergia purpurascens
- Dalbergia reniformis
- Dalbergia reticulata
- Dalbergia retusa
- Dalbergia revoluta
- Dalbergia richardsii
- Dalbergia riedelii
- Dalbergia rimosa
- Dalbergia riparia
- Dalbergia rostrata
- Dalbergia rubiginosa
- Dalbergia rufa
- Dalbergia rugosa
- Dalbergia sacerdotum
- Dalbergia sambesiaca
- Dalbergia sampaioana
- Dalbergia sandakanensis
- Dalbergia saxatilis
- Dalbergia scortechinii
- Dalbergia sericea
- Dalbergia setifera
- Dalbergia simpsonii
- Dalbergia sissoides
- Dalbergia sissoo
- Dalbergia spinosa
- Dalbergia spruceana
- Dalbergia stenophylla
- Dalbergia stercoracea
- Dalbergia stevensonii
- Dalbergia stipulacea
- Dalbergia suaresensis
- Dalbergia subcymosa
- Dalbergia succirubra
- Dalbergia teijsmannii
- Dalbergia teixeirae
- Dalbergia thomsonii
- Dalbergia thorelii
- Dalbergia tilarana
- Dalbergia tinnevelliensis
- Dalbergia tonkinensis
- Dalbergia travancorica
- Dalbergia trichocarpa
- Dalbergia tricolor
- Dalbergia tsaratananensis
- Dalbergia tsiandalana
- Dalbergia tsoi
- Dalbergia tucurensis
- Dalbergia uarandensis
- Dalbergia urschii
- Dalbergia vacciniifolia
- Dalbergia wattii
- Dalbergia velutina
- Dalbergia verrucosa
- Dalbergia viguieri
- Dalbergia villosa
- Dalbergia volubilis
- Dalbergia xerophila
- Dalbergia yunnanensis